# Wybory prezydenckie w Mołdawii w 2016 roku
Wybory prezydenckie w Mołdawii odbyły się 30 października (I tura) i 13 listopada (II tura), w 2016 roku. Były to pierwsze bezpośrednie wybory prezydenckie od 1996 roku.

## Sytuacja
Po uzyskaniu przez Mołdawię niepodległości, prezydent był dwukrotnie wybierany w wyborach bezpośrednich: w 1991 i 1996 roku. Później był wybierany pośrednio przez parlament. W marcu 2016 roku Trybunał Konstytucyjny uznał, że wybór prezydenta przez parlament jest niezgodny z konstytucją. Zarówno eksperci, jak i środowiska opozycyjne twierdzili, że decyzja Trybunału Konstytucyjnego była wynikiem nacisków ze strony oligarchy Vlada Plahotniuca.

## Wyniki
| Kandydat                              | Partia polityczna                     | I tura    | I tura | II tura   | II tura |
| Kandydat                              | Partia polityczna                     | Głosy     | %      | Głosy     | %       |
| ------------------------------------- | ------------------------------------- | --------- | ------ | --------- | ------- |
| Igor Dodon                            | Partia Socjalistów Republiki Mołdawii | 680 550   | 47,98  | 834 851   | 52,16   |
| Maia Sandu                            | Partia Akcji i Solidarności           | 549 152   | 38,71  | 765 824   | 47,84   |
| Dumitru Ciubașenco                    | Nasza Partia                          | 85 466    | 6,03   |           |         |
| Iurie Leancă                          | Europejska Partia Ludowa Mołdawii     | 44 065    | 3,11   |           |         |
| Mihai Ghimpu                          | Partia Liberalna                      | 25 490    | 1,80   |           |         |
| Valeriu Ghilețchi                     | Niezależny                            | 15 354    | 1,08   |           |         |
| Maia Laguta                           | Niezależna                            | 10 712    | 0,76   |           |         |
| Silvia Radu                           | Niezależna                            | 5 276     | 0,37   |           |         |
| Ana Guțu                              | Derapta                               | 2 453     | 0.17   |           |         |
| Głosy nieważne                        | Głosy nieważne                        | 22 216    | –      | 13 336    | –       |
| Suma                                  | Suma                                  | 1 440 734 | 100    | 1 614 011 | 100     |
| Uprawnionych do głosowania/Frekwencja | Uprawnionych do głosowania/Frekwencja | 2 929 679 | 49,18  | 3 020 521 | 53,44   |
| Źródło: CEC, CEC                      |                                       |           |        |           |         |

Ponieważ żadnemu z kandydatów nie udało się w pierwszej turze osiągnąć większości głosów, 13 listopada odbyła się druga tura głosowania pomiędzy dwoma kandydatami, którzy uzyskali największą liczbę głosów. Ostatecznie na urząd prezydenta wybrano Igora Dodona.
Wybory odbyły się z udziałem obserwatorów Unii Europejskiej. W skład delegacji wszedł m.in. polski europoseł Janusz Korwin-Mikke.